# Quaddick State Park
Quaddick State Park ist ein State Park im US-Bundesstaat Connecticut. Er ist der nordöstlichste State Park in Connecticut mit einer Fläche von 47 ha (116 acre) und befindet sich am Ostufer des Quaddick Reservoirs auf dem Gebiet von Thompson.

## Geographie
Das Quaddick Reservoir ist ein Stausee des Five Mile Rivers. Es hat eine Fläche von 82 ha. Im Park gibt es eine Bootsrampe. Der Poor Farm Brook und der Blackmore Brook verlaufen auf dem Gelände des Parks. Die höchste Erhebung in dem flachwelligen Gebiet hat 135 m über dem Meer. Wenige hundert Meter nördlich, am Nordende des Stausees schließt sich der Quaddick State Forest an.